# Монблан (кристалічний масив)
Монбла́н (фр. Mont Blanc, італ. Monte Bianco, букв. «біла гора») — кристалічний масив у Грайських Альпах (Західні Альпи), на кордоні Франції та Італії. Довжина масиву 50 км. Площа зледеніння — понад 200 кв. км, великий льодовик Мер-де-Глас. Центр альпінізму.
Під Монбланом прокладено автомобільний тунель завдовжки 11,6 км, що з'єднує Францію з Італією.
Біля західного підніжжя Монблану, на французькій стороні — відомий гірськолижний курорт Шамоні. Біля південного підніжжя, на італійській стороні — Курмайор.

## Історія підкорення
Перша згадка про сходження на Монблан Жаком Бальма і доктором Мішелем Паккаром датована 8 серпня 1786 року. Це сходження відбулося з ініціативи Ораса Бенедикта Соссюра, який запропонував премію тому, хто розвідає спосіб підйому на Монблан. На пам'ять про це сходження 8 серпня в багатьох країнах відзначається альпіністами як день альпінізму.
Першою жінкою, що досягла вершини, стала Марія Парадіс у 1808 році.
Майбутній президент США Теодор Рузвельт також очолював експедицію сходження на Монблан під час свого медового місяця у 1886.
На початок XXI-го століття на Монблан щорічно підіймається близько 20 тис. альпіністів.
Ввечері 12 серпня 2014 року при підйомі на гору зникла група з 5 скелелазів та провідника. Зранку 13 серпня пошукова бригада відшукала 5 із шести тіл.

## Вершини, вищі за 4000 м
Див. Альпійські вершини понад 4000 метрів.
- Монблан (Mont Blanc, Франція/Італія, 4809 м)
- Монблан-де-Курмайор[en] (Mont Blanc de Courmayeur, Італія, 4748 м)
- Роше-де-ла-Турмет (4677 м) ??
- Дюфур (Dufourspitze, Швейцарія, 4634 м)
- Норденд (Nordend, Італія/Швейцарія, 4609 м)
- Пік Цумштайн (Zumsteinspitze, Швейцарія, 4563 м)
- Пік Ґніфетті (Punta Gnifetti, Італія, 4554 м)
- Гранд-Бос (4547 м)
- Петит-Бос (4513 м)
- Мон-Моди (4465 м)
- Пік Людовика Амадея (4460 м)
- Егюій-Бель-Етуаль (4354 м)
- Дом-дю-Гуте (4304 m)
- Монблан-дю-Такюль (4248 м)
- Гран-Пільє-д'Англь (4243 м)
- Гранд-Жорас (4208 м)
- Егюій-Верт (4122 м)
- Егюій-Бланш (4108 м)
- Егюій-де-Бьоннассе (4052 м)
- Дан-дю-Жеан (4013 м)
- Пік Баретті (4013 м)
- Пітон-дез-Італьєн (4002 м)
- Ле-Друат (4000 м)